# Clavicórdio
O clavicórdio é um instrumento musical  de cordas percutidas, dotado de teclado. Foi usado na Europa desde o ponto final da Idade Média, passando pelo Renascimento, Barroco, até o período Clássico. Historicamente, era utilizado como um instrumento para praticar e como um auxiliar de composição, já que não produzia um som com volume adequado à audição em grandes espaços. 
O clavicórdio produz som pela percussão de cordas de bronze ou ferro com pequenas lâminas de metal chamadas tangentes. As vibrações são transmitidas através das pontes até à caixa de som. O nome do instrumento deriva dos termos latinos clavis, 'chave',  e chorda, 'corda' (de um instrumento musical).

## História e uso
O clavicórdio foi inventado no início do século XIV. Em 1504, o poema alemão "Der Minne Regeln" menciona os termos clavicimbalum (um termo usado sobretudo para o cravo) e clavichordium, designando-os como os melhores instrumentos para acompanhar melodias. Uma das primeiras referências ao clavicórdio em Inglaterra acontece no reinado de Henrique VII, pela rainha Isabel de York, numa entrada do seu diário de agosto de 1502:
"The same day, Hugh Denys for money by him delivered to a stranger that gave the queen a payre of clavycordes. In crowns form his reward IIII libres."
O clavicórdio foi muito popular entre os séculos XVI e XVIII, mas o seu uso floresceu, sobretudo nos países de língua alemã, Escandinávia e a Península Ibérica, no final desse período. Em 1850 tinha caído em desuso. No final da década de 1890, Arnold Dolmetsch reviveu a construção do clavicórdio, e Violet Gordon-Woodhouse,  entre outros, ajudou a popularizar o instrumento: foi a primeira pessoa a fazer gravações sonoras tocando clavicórdio, e a primeira a tocar clavicórdio em programas de rádio. Enquanto muitos dos instrumentos construídos antes de 1730 eram pequenos (com quatro oitavas e medindo 1,2 metro de comprimento), esses novos instrumentos chegavam a ter mais de 2 metros e 6 oitavas de extensão. Hoje em dia os clavicórdios são tocados especialmente pelos entusiastas da música do Renascimento, barroca e clássica. Há muitos interessados e são por isso produzidos mundialmente. Existem várias sociedades de clavicordistas, e cerca de 400 gravações com o instrumento foram feitas nos últimos 70 anos. Os  expoentes do instrumento incluem Derek Adlam, Christopher Hogwood, Richard Troeger e Miklos Spányi.

### Música moderna
O clavicórdio também ganhou atenção noutros tipos de música, sob a forma do clavinete, que é essencialmente um clavicórdio eléctrico que usa um pickup magnético para produzir um sinal para amplificação. Stevie Wonder usa um clavinete em muitas das suas canções, como "Superstition" e "Higher Ground". Um clavinete tocado através de um amplificador com pedais de efeitos de guitarra é muitas vezes associado com o rock dos anos 70, funk e com influências disco. Guy Sigsworth tocou clavicórdio num projecto moderno com Björk, notavelmente na gravação de estúdio de "All is Full of Love". Björk também fez um uso alargado e até tocou o instrumento na canção "My Juvenile" do seu álbum de 2007 Volta. Tori Amos usou o instrumento em "Little Amsterdam" do álbum Boys for Pele e na canção "Smokey Joe" do seu álbum de 2007 American Doll Posse. Amos também usou o clavinete no seu trabalho de 2004 "Not David Bowie", lançado em 2006 como parte da sua caixa "A Piano: The Collection". Em 1976, Oscar Peterson tocou (com Joe Pass na guitarra acústica) canções de Porgy and Bess no clavicórdio. Keith Jarrett também gravou um álbum inteiro chamado Book of Ways (1987), no qual ele toca uma série de improvisações para clavicórdio. A canção "For No One" (1966) dos Beatles inclui Paul McCartney a tocar o clavicórdio. Rick Wakeman toca o clavicórdio na faixa "The Battle" do álbum Journey to the Centre of the Earth.

## Estrutura e ação

Diagrama esquemático do mecanismo do clavicórdio: A/B. Teclas. 1A/1B. Tangentes. 2A/2B. Alavancas das teclas 3. Corda 4. Caixa de som. 5. parafuso da ponte, 6. Damping felt, next to hitch-pin. (Notar que este esquema é uma simplificação. No instrumento real, as cordas correm perpendiculares às alavancas das teclas. Por outras palavras, as cordas correm ao comprimento do instrumento.[5

No clavicórdio, as cordas correm transversalmente desde o fim, no lado esquerdo, do carril do pino de engate, até às cavilhas de afinação à direita. Perto do extremo direito elas passam sobre uma ponte de madeira curvada. A acção é simples, com as teclas a funcionarem como alavancas com uma pequena tangente de metal, uma pequena peça de metal semelhante em tamanho e forma à cabeça de uma chave de fendas, no limite oposto. As cordas, que normalmente são de bronze, ou de uma liga de bronze e ferro, estão normalmente organizadas em pares, como num alaúde ou bandolim. Quando a tecla é pressionada, a tangente atinge as cordas acima, fazendo-as soar de forma semelhante à técnica de percussão das cordas da guitarra. Ao contrário da acção de um piano, a tangente não faz ricochete da corda, pelo contrário, ela fica em contacto com a corda enquanto a tecla está pressionada, actuando ao mesmo tempo como o iniciador e o controlador do som. O volume da nota pode ser mudado consoante a suavidade ou dureza do toque, e o tom também pode ser afectado pela variação na força exercida sobre a tangente contra a corda (conhecida como Bebung). Quando a tecla é solta, a tangente perde o contacto com a corda e a vibração desta é silenciada pelas tiras do pano de amortecimento.
A acção do clavicórdio é única entre todos os instrumentos de teclas, já que uma das partes da acção simultaneamente inicia a vibração sonora ao mesmo tempo que define o final da vibração da corda, e por isso o seu tom. Por causa deste contacto íntimo entre a mão do tocador e a produção de som, o clavicórdio já foi referido como o mais íntimo dos instrumentos de cordas. Apesar das suas muitas (e sérias) limitações, incluindo o volume extremamente baixo, o instrumento tem um considerável poder expressivo, já que o tocador consegue controlar o ataque, a duração, o volume, e até criar certos efeitos subtis de alteração de tom e um tipo de vibrato único.

## Fretting

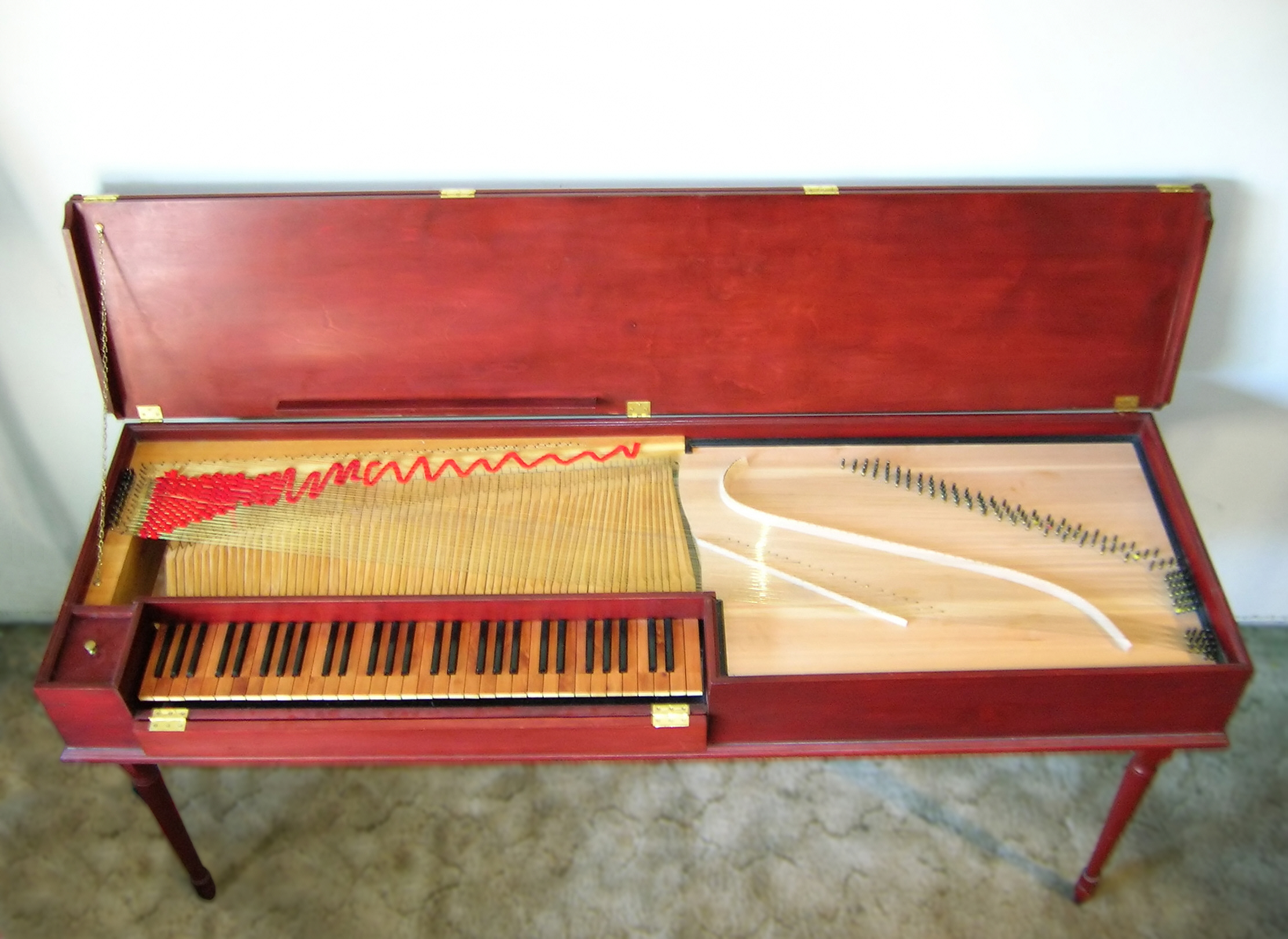
Clavicórdio não fretado com 5 oitavas de Paul Maurici, baseado num de J.A. Hass

Uma vez que as cordas vibram desde a ponte apenas até à tangente, teclas múltiplas com tangentes múltiplas podem ser atribuídas a uma mesma corda. Isto é chamado fretting. Os primeiros clavicórdios tinham frequentemente muitas notas tocadas na mesma corda.